# Regierung Onkelinx II
Die Regierung Onkelinx II war die siebte Regierung der Französischen Gemeinschaft. Sie amtierte vom 21. Juni 1995 bis zum 6. Juli 1999.
Der Rat der Französischen Gemeinschaft wurde nicht direkt gewählt, er setzte sich aus den 75 Abgeordneten des Wallonischen Parlaments und den 19 französischsprachigen Mitgliedern des Parlaments der Region Brüssel-Hauptstadt zusammen.
Nach den Wahlen am 21. Mai 1995 wurde die seit 1987 bestehende Koalition von PS und PSC fortgesetzt, Laurette Onkelinx wurde erneut Ministerpräsidentin.
Bei den Wahlen am 13. Juni 1999 verloren PS und PSC ihre Mehrheit. Der neuen Regierung gehörten der liberale Parti réformateur libéral (PRL), die Sozialisten (PS) und der grüne Ecolo an. Neuer Ministerpräsident wurde Hervé Hasquin (PRL).

## Zusammensetzung
| Amt                                                                                                 | Name                         | Partei | Beginn der Amtszeit | Ende der Amtszeit |
| --------------------------------------------------------------------------------------------------- | ---------------------------- | ------ | ------------------- | ----------------- |
| Ministerpräsidentin, verantwortlich für Bildung, Audiovisuelles, Jugendhilfe, Kinder und Gesundheit | Laurette Onkelinx            | PS     | 21. Juni 1995       | 6. Juli 1999      |
| Minister für höhere Bildung, wissenschaftliche Forschung, Sport und internationale Beziehungen      | Jean-Pierre Grafé            | PSC    | 21. Juni 1995       | 9. Dezember 1996  |
| Minister für höhere Bildung, wissenschaftliche Forschung, Sport und internationale Beziehungen      | William Ancion               | PSC    | 11. Dezember 1996   | 6. Juli 1999      |
| Minister für Kultur und Weiterbildung                                                               | Charles Picqué               | PS     | 21. Juni 1995       | 30. Juni 1999     |
| Minister für Haushalt, Finanzen und den Öffentlichen Dienst                                         | Jean-Claude Van Cauwenberghe | PS     | 21. Juni 1995       | 6. Juli 1999      |

## Umbesetzungen
Jean-Pierre Grafé (PSC) trat am 9. Dezember 1996 zurück, sein Nachfolger wurde William Ancion (PSC).